# Cueva de La Pasiega
La cueva de La Pasiega, situada en el municipio español de Puente Viesgo dentro del complejo de cuevas del monte Castillo, es una de las más importantes estaciones de arte paleolítico de Cantabria. Está incluida en la lista del Patrimonio de la Humanidad de la Unesco desde julio de 2008, en el conjunto «Cueva de Altamira y arte rupestre paleolítico de la cornisa cantábrica».
Está localizada en medio del valle del río Pas, cerca de la cueva de Hornos de la Peña y en el monte Castillo, el mismo que acoge las cuevas de Las Monedas, Las Chimeneas y la cueva de El Castillo. Las cuevas del monte Castillo forman un conjunto asombrosamente completo, tanto desde el punto de vista de la cultura material de la Edad de Piedra, como desde el punto de vista artístico. La Pasiega es, fundamentalmente, una enorme galería de hasta 120 metros de longitud (conocidos) que discurre de forma más o menos paralela a la ladera del monte saliendo a la superficie por seis lugares diferentes: seis pequeñas bocas, la mayoría obstruidas, de las que actualmente se han acomodado dos como entrada para las visitas. La galería principal es de unos setenta metros aproximadamente y se abre a galerías secundarias más profundas, sinuosas y laberínticas que, a veces, se ensanchan formando salas. De este modo, tenemos la «sala II-VIII», la sala de la «galería B» o la «sala XI» de la «galería C», todas ellas con decoración paleolítica. Las dos últimas contienen santuarios rupestres.
Los restos documentados se enmarcan principalmente en el Solutrense Superior y en el Magdaleniense Inferior, aunque también se encuentran objetos más antiguos. En la totalidad de la cueva hay muestras parietales, encontrándose tanto pinturas en sí mismas, como grabados incisos. Destacan las representaciones de équidos, cérvidos (masculinos y femeninos) y bóvidos. Además, hay numerosos signos abstractos (ideomorfos).

## Descubrimiento
El descubrimiento científico de la cueva de La Pasiega se debe a los paleontólogos Paul Wernert y Hugo Obermaier, quienes, estando excavando en la cueva de El Castillo en 1911, recibieron la noticia de que los obreros conocían otra cavidad cercana que los lugareños llamaban «La Pasiega»; estos investigadores enseguida comprobaron que la gruta tenía pinturas rupestres. Algo más tarde, el abate Breuil, el mismo Obermaier y el señor Hermilio Alcalde del Río iniciaban su estudio sistemático. Éste no pudo ser concluido para la gran obra que en ese mismo año publicaron Breuil, Alcalde del Río y Lorenzo Sierra, por lo que se hizo necesaria una monografía aparte, publicada en 1913. Se trata de un momento crucial para el avance de la ciencia prehistórica en España:

«En el decenio siguiente, Alcalde del Río se integrará plenamente en el equipo internacional que patrocinará el Institut de Palèontogie Humaine de París, donde figuraban el abate Breuil y H. Obermaier. En esta época es cuando se descubre la cueva de La Pasiega. Se trata del momento más importante en el proceso de estudio del arte rupestre cantábrico. Fruto de estos trabajos son las monumentales obras conjuntas editadas en Mónaco, sobre las cuevas de la región, en general (Alcalde del Río, Breuil y Sierra, 1911) y específicamente sobre La Pasiega (Breuil, Obermaier y Alcalde del Río, 1913)»
Joaquín González Echegaray

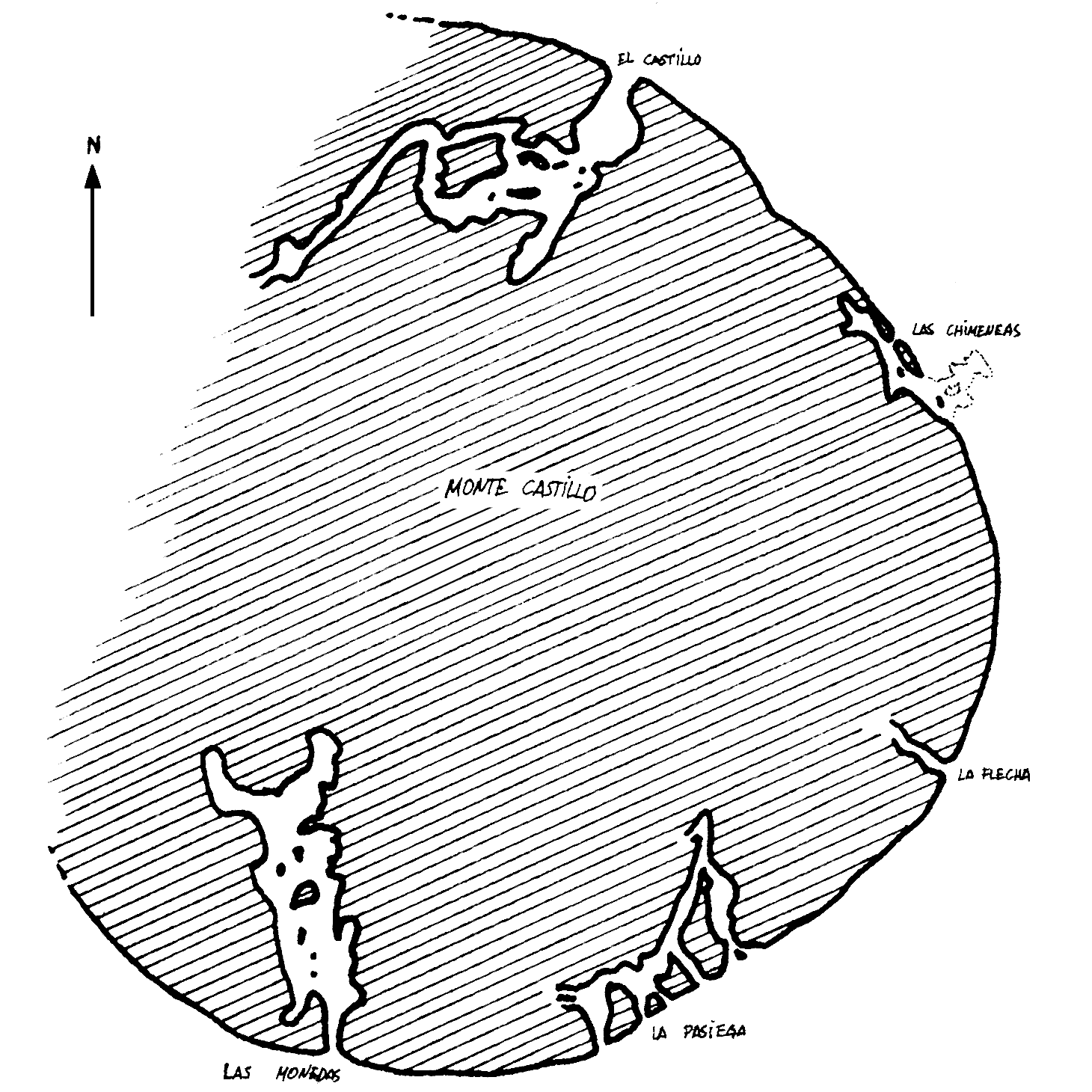
Plano de las cuevas del monte Castillo

Previamente, la cueva de El Castillo había sido descubierta por Alcalde del Río en 1903 y, como se ha indicado, Obermaier realizó excavaciones entre 1910 y 1914; las excavaciones fueron continuadas varias veces, intermitentemente, hasta nuestros días, de la mano de cualificados especialistas, últimamente la investigación corre a cargo de los arqueólogos Rodrigo de Balbín Behrmann y César González Sáinz. Después del descubrimiento de «La Pasiega» y las primeras campañas, la zona fue poco frecuentada —debido, en gran parte, a las duras circunstancias históricas por las que pasó España—; hasta que, en 1952, cuando se hacía una roza para replantar eucaliptos, apareció otra cueva con un pequeño tesorillo de dinero del siglo XVI, con lo que la nueva gruta fue bautizada como «Las Monedas», que también resultó ser un santuario rupestre con importantes pinturas y grabados. Ante esta perspectiva, el ingeniero Alfredo García Lorenzo intuye que el monte Castillo guardaba más secretos, por lo que inicia una prospección geológica que tiene como resultado el descubrimiento de otra cueva con pinturas rupestres al año siguiente, «Las Chimeneas»; además de otras covachas menos importantes como La Flecha, Castañera, Lago...

## Restos arqueológicos

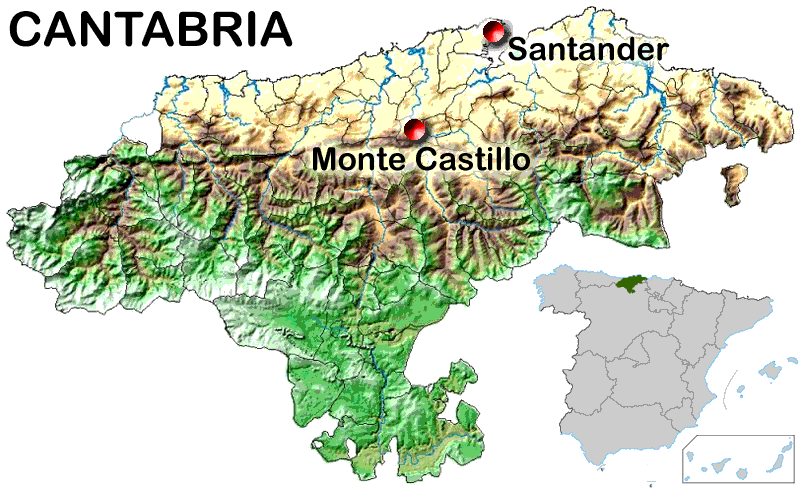
Situación del monte Castillo, donde se ubica la cueva de La Pasiega

La cueva, además posee restos arqueológicos de la época Solutrense y Magdaleniense inicial cantábrico, lo que ha servido de base al establecer una propuesta cronológica para las decoraciones parietales. Las excavaciones son antiguas, ya que fueron realizadas en 1951 por el doctor Jesús Carballo. Hay un nivel de base con piezas ambiguas que, por sus características, ha sido relacionado con un posible Musteriense. Sobre él, reposaba un nivel Solutrense relativamente rico con materiales muy característicos como hojas de laurel y puntas de muesca de finísima talla realizada por presión, así como azagayas. Se precisó que este nivel podría corresponder al Solutrense Superior.
El estrato más reciente era también relativamente rico, con varios buriles, punzones, objetos de hueso y dientes perforados que podrían pertenecer al Magdaleniense Inferior. Sin embargo hay que considerar que, comparada con la potencia estratigráfica de la cueva de El Castillo, La Pasiega resulta ser un yacimiento arqueológico de menor entidad, al menos con los materiales conocidos. Sin embargo no debe ser minusvalorado.

## Arte rupestre parietal
Según el paradigma de Leroi-Gourhan, La Pasiega podría ser un ejemplo válido de «cueva como santuario», para ser más exacto como conjunto de Santuarios de épocas diferentes, estructurados conforme a ciertos modelos. Al parecer, esta idea maduró en las reflexiones del insigne prehistoriador francés, precisamente cuando visitaba las cuevas cantábricas, mientras formaba parte de un equipo de colaboradores extranjeros que excavaba en la cueva de El Pendo en los años 50: «Puedo certificar hasta qué punto el estudio del arte rupestre del norte de España fue decisivo en las concepciones del maestro, que después se harían famosas a través de sus numerosas publicaciones». Para Leroi-Gourhan, este tipo de cuevas tiene una jerarquía topográfica bastante compleja en la que es posible discernir grupos de animales principales (bóvidos frente a équidos, formando una dualidad), que ocupan las zonas preferenciales, complementados por animales secundarios (cérvidos, cápridos...) y otros muy esporádicos que también cumplirían su función; por otro lado, lo normal es que los signos ideomorfos aparezcan en zonas periféricas, marginales, o de difícil acceso:

«Animales y signos responden, en consecuencia, a las mismas fórmulas fundamentales, lógicamente binarias y aún acusadas por el hecho de que los animales de la misma especie aparecen, frecuentemente, en parejas, macho-hembra, pero el dispositivo es tan complejo que no dejaría suponer una explicación únicamente fundada en el simbolismo de la fecundidad; elemento inicial es la presencia de dos especies A-B (caballo-bóvido); confrontadas a dos categorías de signos, masculinos y femeninos, uno estará tentado de atribuir al caballo y al bisonte el mismo valor simbólico o, al menos, una bivalencia del mismo orden que el de los símbolos de las dos categorías (S1 y S2)»

Por supuesto, existen excepciones a esta regla, numerosas variantes que dependen de regiones y de épocas, cuyo significado metafísico no queda del todo claro en su esquema general, pero que suele ser explicado de un modo particular, también en La Pasiega.

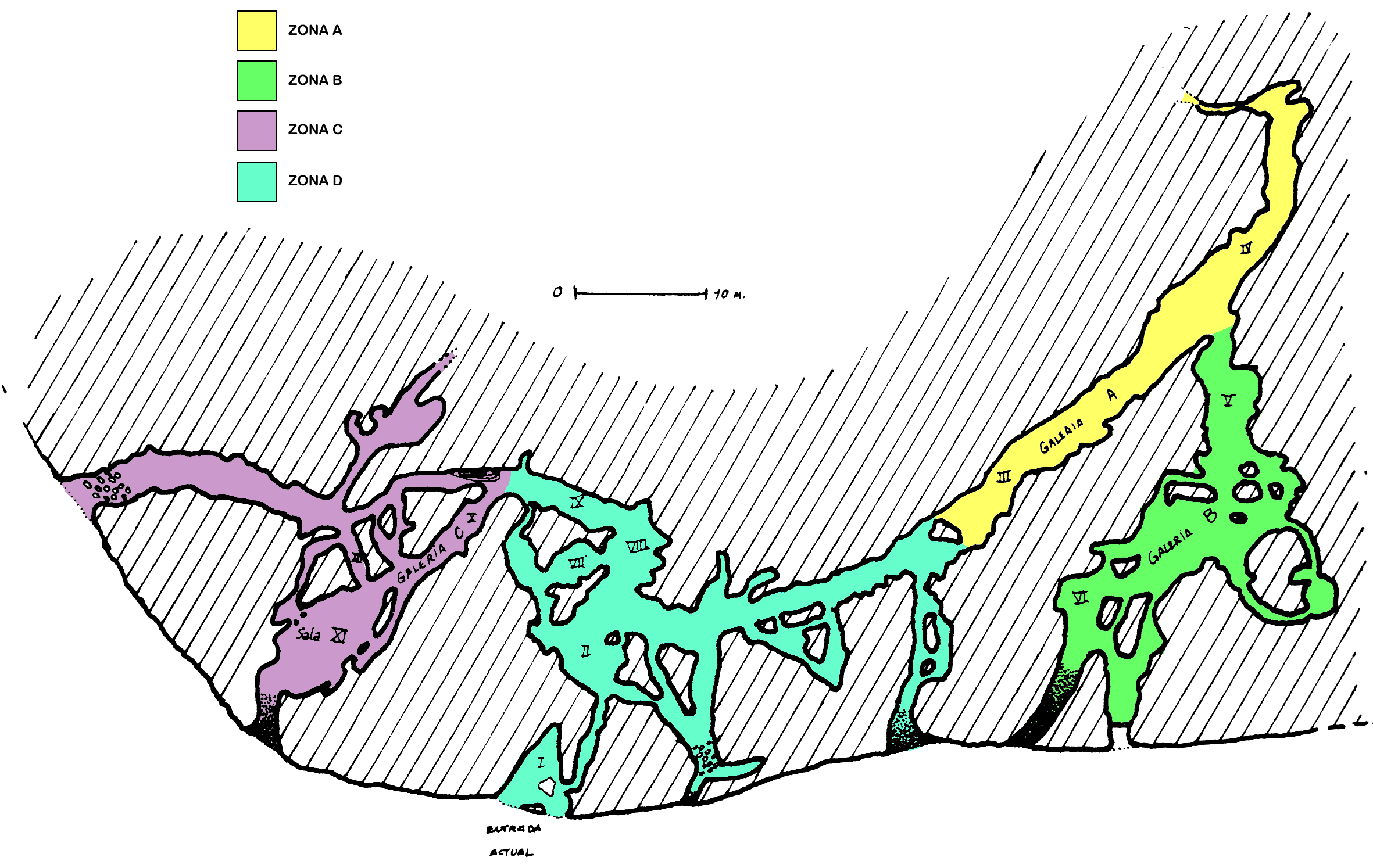
Plano general de la cueva de La Pasiega

Joaquín González Echegaray y después su colaboradores, han hecho varios recuentos en lo referente a las especies representadas, uno de ellos arroja más de 700 formas pintadas en esta cueva, entre ellas: 97 ciervos (69 hembras y 28 machos), 80 équidos, 32 cápridos, 31 bóvidos (17 bisontes y 14 uros), dos renos, un animal carnívoro, un rebeco, un megaceros, un ave y un pez; también podría haber un mamut y casi 40 cuadrúpedos sin identificar claramente; además de ideomorfos, como tectiformes y otros signos sorprendentemente variados (más de 130), tal vez, incluso varios antropomorfos y centenares de manchas y restos casi borrados.
Al juzgar estas cifras, cabría pensar que La Pasiega es un santuario fundamentalmente dedicado al ciervo, y sin duda este animal debió cumplir un papel importante en los conjuntos parietales de esta cueva, pero, a pesar de su menor número, los bóvidos son ubicuos y siempre opuestos a los équidos (estos últimos algo más numerosos); además, según los que han estudiado la cueva en profundidad, el tema [bisonte/uro]<—>[Caballo], en oposición dialéctica, resulta más relevante que los demás, no solo porque su posición privilegiada en los paneles y su mayor formato lo hacen más visible, sino también, por el empleo de técnicas más depuradas. Por otro lado, suelen separarse dos grandes Santuarios en esta gruta, a lo sumo tres, uno oriental en las «Galerías A y B», otro occidental en la «Galería C» y uno intermedio, de menor entidad y no seguro, en la «Zona D» (que quizá se trate de un apéndice del segundo Santuario, el occidental). Se tratan aquellas partes más representativas del conjunto: la zona terminal de la «Galería A», la sala principal de la «Galería B» y la «Sala XI» en la «Galería C».

### Galería A,1.erSantuario

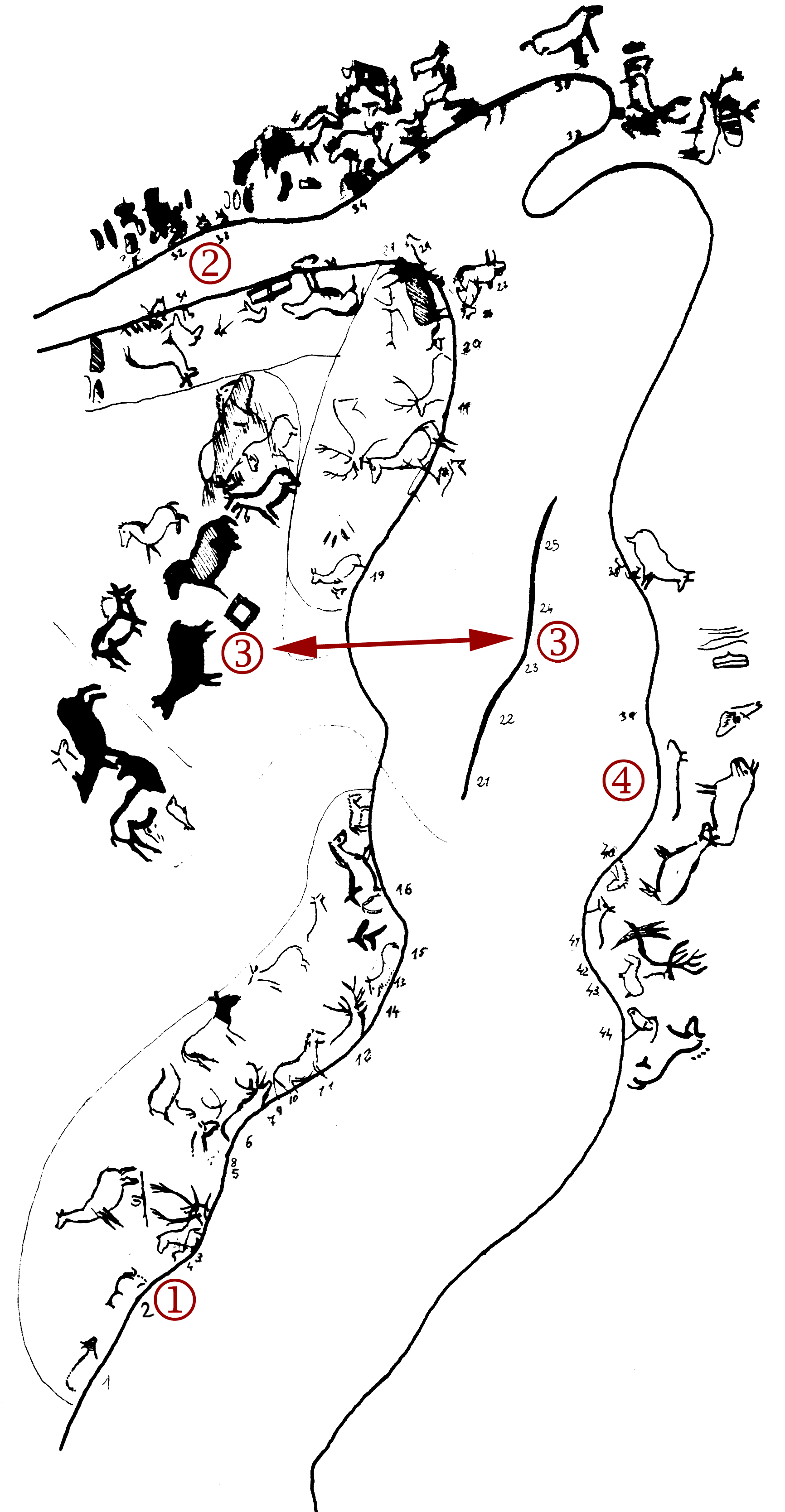
Plano y esquema de las imágenes rupestres de la Galería A, Santuario

Para llegar a la «Galería A» es preciso descender por un pequeño pozo, pero en origen pudo tener otra entrada que, quizá, actualmente esté obstruida bien por estalactitas, bien por derrumbes del exterior. La galería se ha recorrido hasta una profundidad de 95 metros (desde la entrada actual), pero se estrecha y no es posible saber si continúa o no. Al ir penetrando por ella, queda a la derecha una entrada obstruida y, entre los 60 o 70 metros de profundidad, aparece la conexión con la «Galería B», poco antes de aparecer los conjuntos pictóricos más relevantes.
En efecto, a algo más de 75 metros parece que comienza el santuario propiamente dicho, con más de 50 cérvidos (la mayoría hembras), los caballos son como la mitad en número, y los bóvidos (uros y bisontes), aunque más escasos, están situados estratégicamente dominando los lugares más visibles. En este santuario también se ha detectado un antropomorfo, una vulva, signos lineales y puntiformes, un cuadrado y una gran cantidad de tectiformes, casi tantos como ciervos.
Las pinturas pueden agruparse en varios conjuntos, atendiendo, sobre todo, a criterios orográficos, pero también técnicos y temáticos que se detallan en un recorrido conforme a las agujas del reloj. Estos conjuntos aparecen esquematizados con las convenciones zoológicas semióticas desarrollada por Leroi-Gourhan).
- El primer gran grupo está en la pared izquierda de la galería, comprendiendo figuras distribuidas a modo de doble friso con numerosos ciervos, sobre todo hembras, pero también bastantes caballos y un bisonte que centraliza la composición. También hay signos entre los que destacan la asociación vulva, bastoncillo, es decir masculino/femenino. De hecho el conjunto arranca con el tema Bisonte-Caballos que también pueden interpretarse como el mismo tipo de dualidad. El conjunto se cierra con otro pequeño grupo de caballos, quedando el resto de animales en el centro y en la parte superior del friso, donde solo hay ciervas e ideomorfos.

|  |  |

Las técnicas de realización incluyen el tamponado para ciervas y el bisonte, el trazo lineal (entre baboso y modelante) y, solo en dos ocasiones, se emplean tintas planas parciales (para la cabeza de alguna cierva). El color dominante, sin lugar a dudas, el rojo, aunque minoritariamente aparecen el amarillo y el rojo violáceo. No hay grabado.
Después se encuentran una serie de agrupaciones de menor entidad, más o menos inconexas, en la pared izquierda de la galería; en ellas aparecen todo tipo de figuras que, seguramente, complementen al siguiente conjunto. Está dominado claramente por los ciervos en asociación con algunos ideomorfos y escasos bóvidos (quizá uros), que parecen estar en relación con los caballos del siguiente conjunto, situado tras un recodo.
- El segundo gran grupo comienza tras un recodo hacia la izquierda, en la zona terminal de la galería, que se va estrechando; se han unido figuras de uno y otro lado. Esta vez, los caballos y los ciervos están prácticamente igualados en número, siendo, como es habitual en La Pasiega, más escasos, pero no menos importantes, los bóvidos, dos de los cuales son bisontes. También hay un posible antropomorfo femenino y una treintena de tectiformes rectangulares, situados, como suele ser habitual en este tipo de cuevas santuario:

«Los signos, por lo general, ocupan un espacio separado de los animales, ya en el borde de los paneles, ya corrientemente en un nicho, un divertículo o, una grieta en proximidad mayor o menor. No obstante, hay casos en que los signos se presentan superpuestos a los mismos animales»

Los bóvidos están concentrados en la parte derecha, junto a tres de los caballos, formando el núcleo de disposición dialéctica binaria de este segundo grupo, además, incluido en él también esta el antropomorfo, todo rodeado por los característicos animales periféricos (ciervos) e ideomorfos. En la pared izquierda, junto a más ciervos, los otros cinco caballos, los cuales, quizá estén en relación binaria con los bóvidos anteriores al recodo —que se ha mendionado en párrafos anteriores—. Al fondo de la galería, que ya comienza a convertirse en un estrecho conducto, signos rectangulares a uno y otro lado.
|  |  |

Muy cerca, en un pequeño divertículo se localiza un tercer grupo, aunque de menor entidad. En él hay unos cinco ciervos, un íbice y un bóvido, todo complementado con siete signos cuadrangulares, uno de ellos en forma de gajo de naranja. Su organización parece, en principio, clara: las pinturas de las dos parece formarían dos conjuntos enfrentados, a un lado el bóvido con algunos cérvidos y signos ideomorfos; enfrente los caballos que, de este modo, se relacionarían con los bóvidos, y el resto de ciervos, signos y el cáprido.
En todo este gran complejo de pinturas domina el trazo baboso modelante de color rojo.
- El tercer gran grupo está situado en una crestón estalactítico que pende de la bóveda (lo que técnicamente se denomina en espeleología bandera), entre el primer grupo ya descrito y el último, que se describe después. Ambos grupos, aún próximos, tienen una técnica de realización diferente,[13] lo que hace sospechar que fue elaborado en fechas distintas. Hay casi una decena de ciervas, también bastantes caballos, aunque no tantos, dos bóvidos y un signo cuadrangular. Viniendo desde la entrada, se encuentra primero la mayoría de las ciervas, seguidas de la asociación équidos/bóvidos, bajo la cual están el signo y las ciervas restantes.

|  |  |  |

La técnica más resaltable, por su calidad y por su cantidad es la tinta plana, bien unida a trazos negros formando un contorno a modo de bicromía (como ocurre en uno de los caballos, bien resaltada con trazos grabados que resaltan los detalles (esto se aprecia en varias ciervas), o incluso, con raspado de la roca para añadir matices claroscuristas, como ocurre con una cierva pintada en rojo. Tres de los caballos y la cabeza de otro son negros, el signo cuadrangular es amarillo, el resto de las figuras es rojo.
- El cuarto y último gran grupo, situado frente al anterior, y en muy estrecha relación con él, contiene un número similar de ciervos y caballos, junto a un par de bisontes. Entre los diversos signos destaca un ideomorfo con forma de mano, que recuerda a los de Santián[14] y un signo rojo que bien podría ser una cabeza grotesca de bisonte. En posición central aparecen un caballo y un bisonte, formando la típica asociación binaria, a un extremo otro bisonte y en el extremo opuesto los demás caballos. No hay tintas planas, ni grabado, ni bicromía; por el contrario, domina el trazo baboso más o menos modelante en rojo.

### Galería B, 2º Santuario

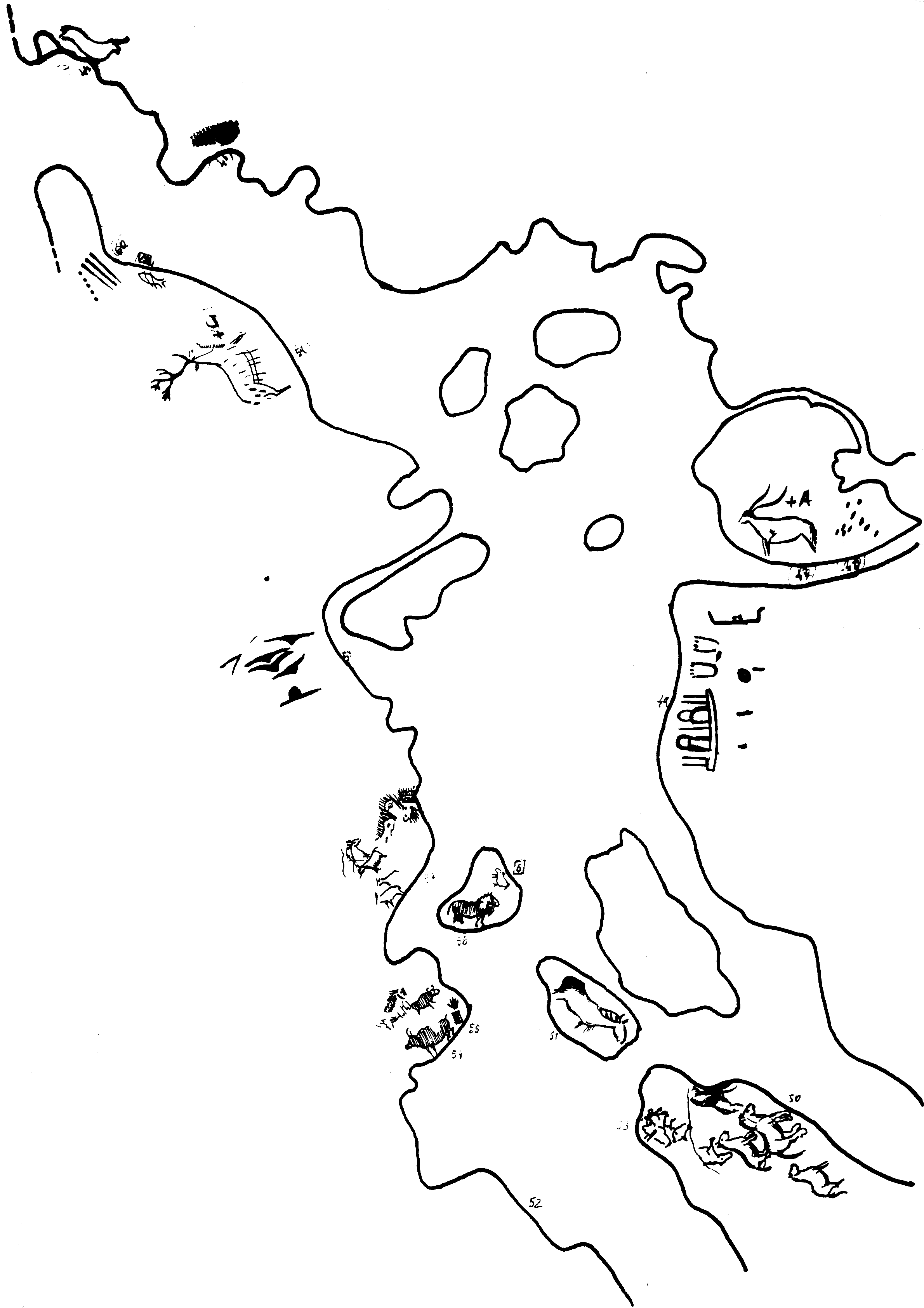
Plano y esquema de las imágenes rupestres de la «Galería B», 2º Santuario

Al adentrarse por la «Galería A», a los 60 o 70 metros, a la derecha, por un conducto se encuentra la primera gran sala de la «Galería B». Bastante lejos de la entrada que se usa actualmente, hay varias salidas al exterior que acabaron cegadas con el paso del tiempo. Una de ellas ha sido vuelta a abrir, pero se desconoce si en la época en que esta zona fue decorada, alguna de ellas era practicable, lo que ayudaría a comprender el punto de vista que tuvieron los artistas prehistóricos al idear la configuración orográfica de la decoración de la sala.
La concentración pictórica de esta sala es menor que en la «Galería A», a la que suele asociarse, en parte. Entre sus representaciones hay un número casi equivalente de ciervos y caballos, siendo algo más escasos los bóvidos, siguiendo la tónica habitual de esta gruta. Pero sobresale por la originalidad de algunas de sus otras figuras, hay un pez, un gran íbice e ideomorfos como bastoncillos, claviformes y un pequeño conjunto de signos inauditos popularmente conocido como «La Inscripción».

Panel 53
Paneles 54 y 55
Panel 57

Según se ha podido observar, la ordenación de todas estas figuras responde a un cuidado plan de introducción a los paneles principales de la «Galería A», suponiendo que aquí estuviese la entrada principal. Nada más entrar (desde la «Galería A») hay una pequeña cierva grabada, después, signos del tipo denominado alfa por Leroi-Gourhan (es decir, masculinos), que aparecen a ambos lados de la galería. Siguiendo hacia adentro, a la derecha aparece un pez, seguido de un gran ciervo macho junto a una pequeña cierva (ambos en negro). Inmediatamente antes de llegar al centro de la gran sala, aparecen los signos a ambos lados, pero, esta vez, son de tipo beta (femeninos), en color rojo. El corazón de este santuario lo componen tres grupos o paneles que repiten el esquema bóvido-caballo complementado con animales secundarios o sin ellos. Hay otros tres paneles en los que solo aparecen caballos, varios de ellos en las mismas columnas estalagmíticas, otros en las paredes. En este núcleo cabe destacar la mano en positivo, no mutilada, ¡sino con seis dedos! Un signo con forma de parrilla, algún animal no identificado, grabado en estriado y el único íbice macho de la sala.

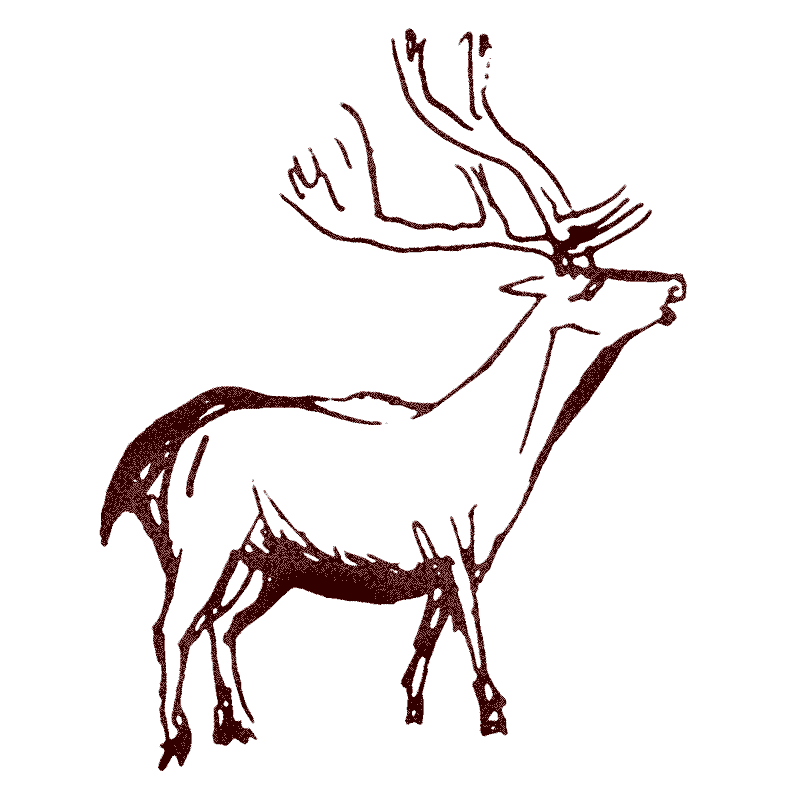
Ciervo pintado en rojo, panel 59
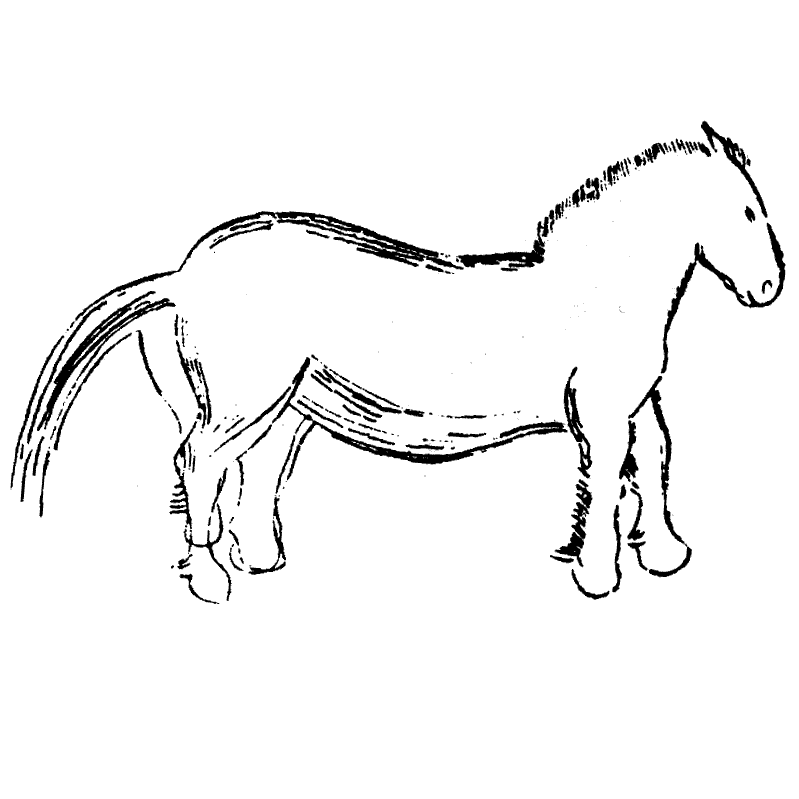
Caballo grabado, panel 50
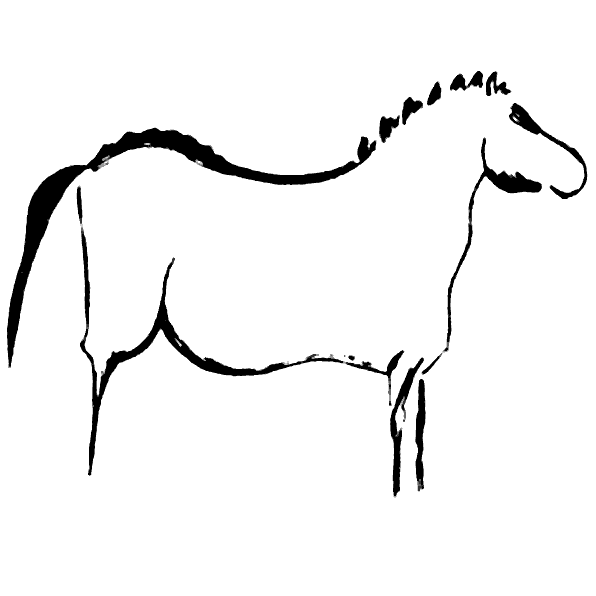
Caballo pintado en negro, panel 51
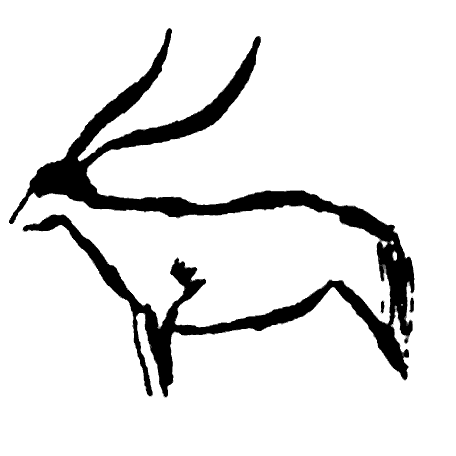
Íbice macho pintado en negro, panel 47

Las técnicas empleadas para las pinturas recuerdan, en parte, a las de la «Galería A» (como ha quedado de manifiesto al considerarse salas complementarias): pintura roja, entre modelante y babosa, tintas planas rojas, con cierto modelado interno conseguido con el raspado de la roca-soporte y añadidura de trazos de mismo color, pero de tonos más intenso. La diferencia más importante es la aparición masiva del grabado, tanto simple como estriado, aplicado especialmente a los caballos.

### Galería C (sala XI),3.erSantuario

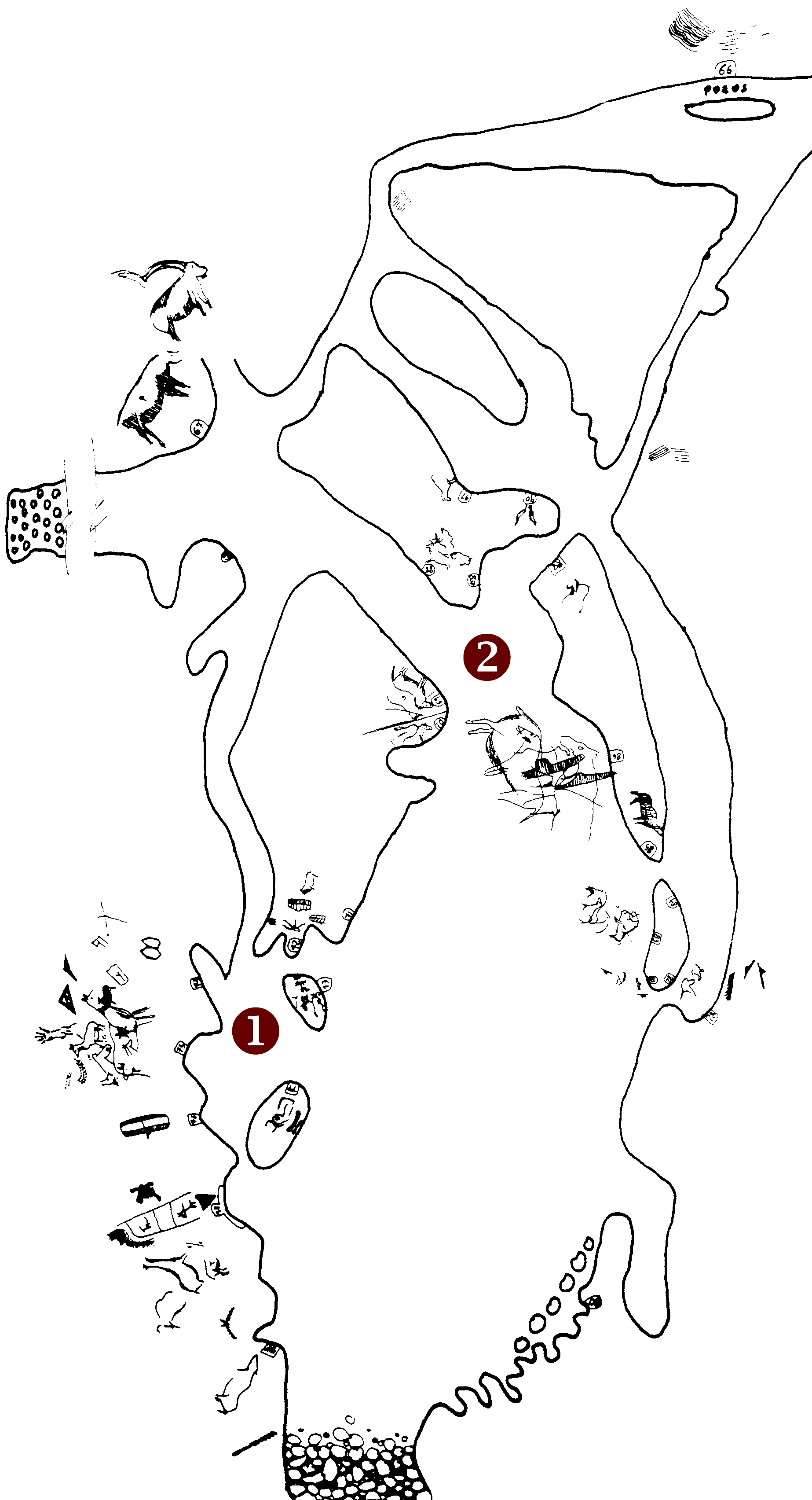
Plano y esquema de las imágenes rupestres de la «Galería C», Santuario

El acceso a la «Galería C» se encuentra, tras entrar en la cueva, en un paso a la izquierda atravesando la «Galería D». Allí aparece la «Sala XI» de la «Galería C». Esta, del mismo modo que la «Galería B», tiene comunicación directa con el exterior, no obstante, está obstruida por cascotes y piedras de procedencia, seguramente, alóctona. De nuevo, la percepción de la estructura de las pinturas se encuentra alterada para el observador por el problema de las entradas obstruidas —que se señaló en el segundo santuario—.
Leroi-Gourhan distingue dos partes claras en este santuario, colocadas en distinto lugar dentro de la misma sala, y con diferente temática, técnica y cronología. Aparte quedan dos íbices consignados en la primera monografía con el número 67, realizadas con tinta plana parcial, a modo de modelado y de color negro, procedimiento que no se da en ninguna de las demás figuras de la sala.
- El primer gran conjunto de la «sala XI» es el que se encuentra más cerca de la presunta entrada original, actualmente cegada; comprende sobre todo ciervas, algún ciervo varios bóvidos y un par de caballos, además, hay un cáprido, y otros símbolos difíciles de identificar, algunos parecen animales, otros parecen antropomorfos, también hay una mano en positivo de color negro, puntuaciones, bastoncillos y otros ideomorfos entre los que destaca la llamada «Trampa» (una especie de columna que encierra, dentro de un signo, un bisonte y una cierva (se hablará de ella más adelante). La disposición de este conjunto parece responder a una estructura ternaria con variaciones: bóvido/équido/cérvido más diversos signos o bóvido/équido/antropomorfo más signos. Lo cierto es que la complejidad de este panel es grande dada la concentración de figuras muy dispares.

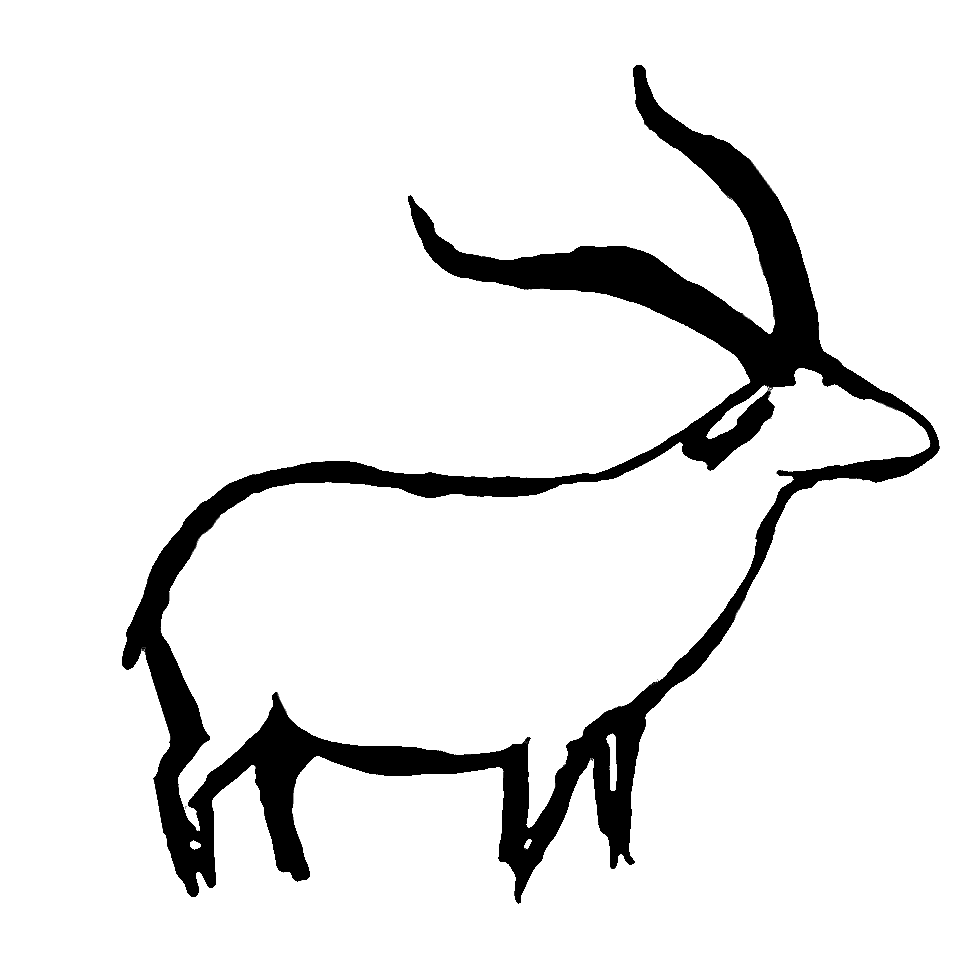
Íbice macho pintado en color negro con trazo modelante en la Galería C
Esquema de la representación parietal del panel 74-75 de la Galería C
Esquema de la representación parietal del panel 79 de la Galería C

Domina claramente el trazo rojo baboso, aunque en uno de los paneles también se usa para algunas ciervas el grabado estriado de muy buena factura; además, hay varias figuras en negro. La bicromía se da, además en un bóvido, en el cual se superponen tintas planas rojas y trazos negros, tal vez un repinte de cronología diferente. El presunto antropomorfo parece tener hasta tres colores, cosa nada habitual en el arte paleolítico (rojo, negro y amarillo). De hecho hay algunas figuras amarillas.
- El segundo gran conjunto está cerca del acceso a la «Zona D», por tanto, al lado opuesto de la sala. Las especies representadas revelan el predominio de los équidos, seguido de los bóvidos y escasean, aunque están presentes, los ciervos y los íbices (por tanto las cifras son complementarias del conjunto anterior). Eso sin contar los signos, que también son de distinto tipo, al haber claviformes y plumiformes, además de bastoncillos y puntuaciones. La disminución del número de cérvidos no se da en ninguna otra parte de la cueva, donde son mayoritarios, mientras aumenta la proporción de caballos.

Esquema de la representación parietal del panel 86 de la Galería C.
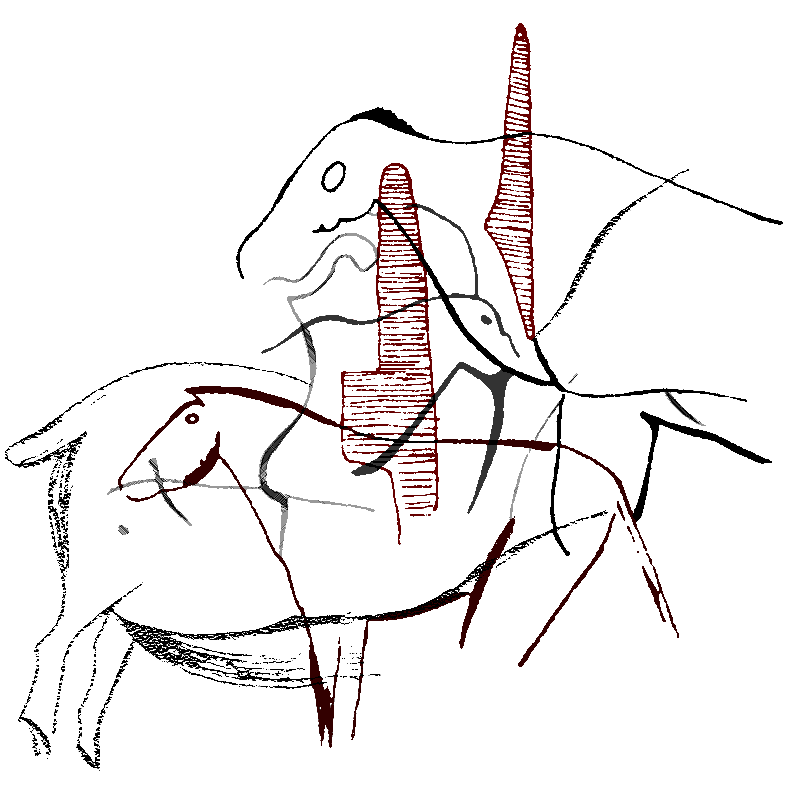
Superposicón de pinturas y grabados Galería C.
Esquema de la representación parietal del panel 81-83 de la Galería C.
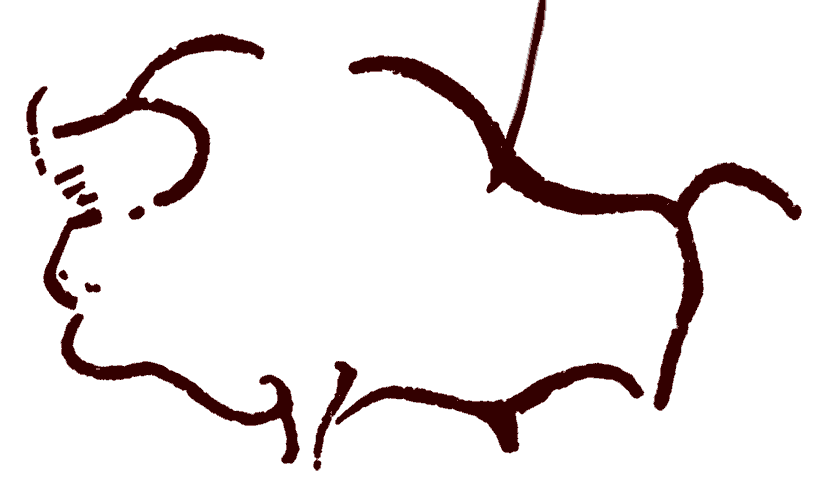
Bisonte en tonos oscuros del panel 83 Galería C.

Su ordenación también es compleja. Todos los ideomorfos están en la parte más próxima a la boca y las superposiciones revelan repintes, quizá en distintas cronologías. Hay tres posibles subconjuntos de caballos sin bóvido (solo dos de las composiciones son las típicas A-B que se han venido observando hasta el momento). También hay bastantes figuras aisladas, sobre todo cerca de la entrada de la sala desde la «Zona D».
Las técnicas dominantes son el grabado de trazo múltiple, casi estriado, y las pinturas negras; siendo más escasas las amarillas, rojas u ocres... También se atestigua la bicromía en una representación, pero poco destacada. Como vemos, la técnica es también distinta a la del conjunto anterior y ratifica la separación de ambas áreas dentro de la sala.

#### Zona D
Es una parte intermedia de la cueva, que probablemente sea una extensión del santuario de la «Galería C», casi una zona gris, con representaciones mucho más escasas y dispersas, tampoco existe coherencia, salvo un par de pequeños conjuntos en los que se vuelve a repetir el tema bóvido-équido.

#### Diferencias entre los santuarios
En conjunto, se pueden apreciar claras diferencias en los diferentes «santuarios». El de la «Galería A», que es el de mayor entidad, carece de grabados, excepto alguna figura en la que se asocia a tintas planas; en cambio, el tamponado es muy importante, junto a otras técnicas de pintura esencialmente roja; el íbice es muy escaso, los cérvidos, por su parte, suponen casi el doble que los caballos y cinco veces más que los bóvidos. Abundan los ideomorfos tectiformes rectangulares.
En la «Galería B», con un número inferior de representaciones, se aprecia la desaparición del tamponado, mientras que el grabado (simple o estriado) cobra importancia. Los cápridos siguen siendo escasos, salvo en la sala que se descubrió en los años 60, y los ideomorfos son completamente distintos, destacando por su originalidad la llamada «inscripción».
La «Galería C» hay, por así decirlo, dos santuarios independientes, ambos con grabado estriado, pero, mientras que el primero ofrece pinturas fundamentalmente rojas, en el segundo predominan las negras, además de que los cápridos adquieren una importancia no vista en el resto de la cueva y los ideomorfos son bastante originales, especialmente, los realizados con pintura roja.
Tanto la «Galería A» como la «Galería C» tienen bicromías, pero, en cada caso son diferentes.

## Ideomorfos
Los ideomorfos —y posibles antropomorfos— de La Pasiega se enumeran y clasifican en:
- Puntuaciones: se trata de los signos más sencillos de la cueva. En general, aparecen en dos variantes, la primera se da cuando hay un grupo muy numeroso de puntos, generalmente no van asociados a animales, sino a otros ideomorfos (tal vez complementarios). Son más abundantes en las Galerías B y C, en esta última los grupos numerosos de puntuaciones parecen asociarse a ciervas, pero los signos están pintados y los animales grabados, por lo que es factible colegir que sean de épocas diferentes.

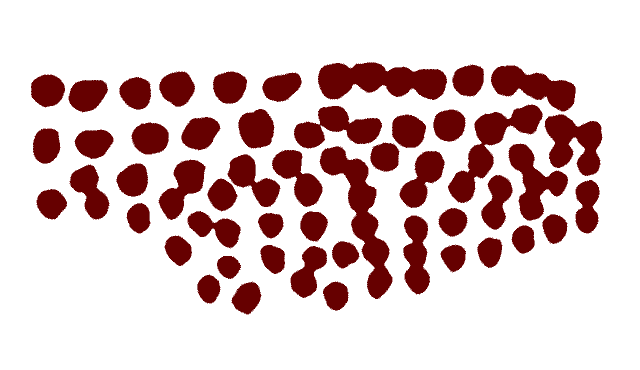
Gran serie de puntos
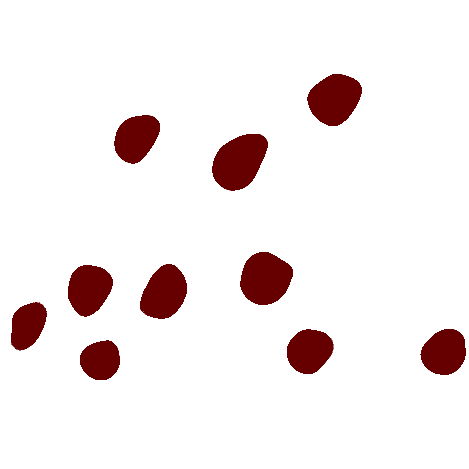
Pequeña serie de puntos
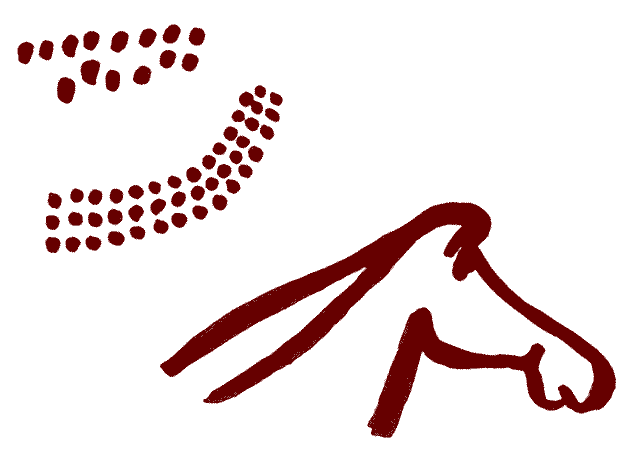
Cabeza de caballo asociada a dos grandes series de puntos
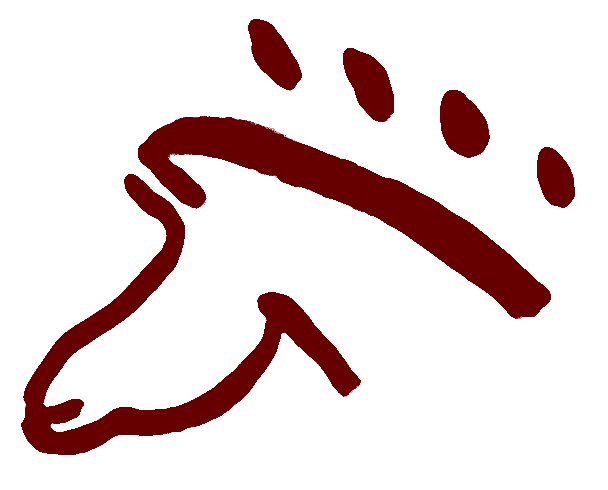
Cabeza de caballo asociada a una pequeña serie de puntos

En segundo lugar, los puntos pueden aparecer en agrupaciones muy escasas. Entonces sí que es posible asociarlos a animales, al menos sin que quepan dudas. Por otra parte, los pequeños grupos de puntuaciones aparecen una o dos veces en cada sala junto a bóvidos casi siempre. Aunque hay dos casos muy ostensibles en la «Galería A» en la que sendos caballo tienen una aureola de puntos, y además están enfrente uno del otro, casi al comienzo de la citada sala. Las puntuaciones suelen ser más abundantes en el Solutrense.
- Signos lineales: son más variados y complejos tanto en su morfología como en sus asociaciones (los hay con forma de flecha, de rama, de pluma, líneas simples que se denominan bastoncillos, etc.). esporádicamente van asociados a ciervas. Por ejemplo, uno de los primeros paneles de la «Galería A» tiene este tipo de ideomorfos asociado a una vulva y a una cierva. En el segundo conjunto de la «Galería C» hay un bisonte (panel 83) que podría tener un lineal asociado (tal vez una jabalina que le ataca, aunque esta idea es muy controvertida), además de algún otro símbolo. Al lado hay un signo lineal plumiforme junto a otros claviformes, (que se tratan a continuación) y que no fueron identificados en la primera monografía (sino que se dieron a conocer en un artículo de Leroi-Gourhan[17]).

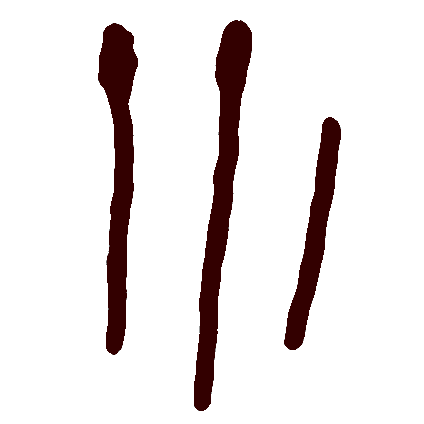
Bastoncillos
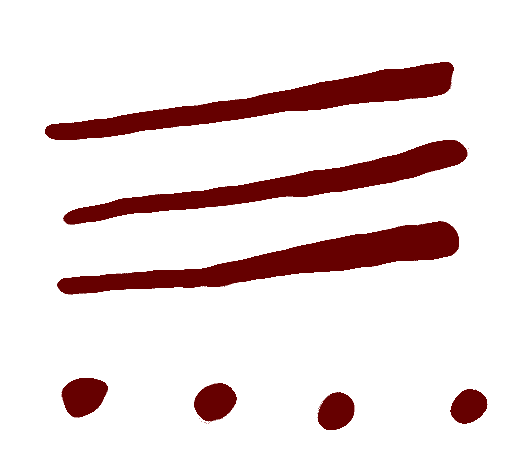
Signos lineales y puntuaciones
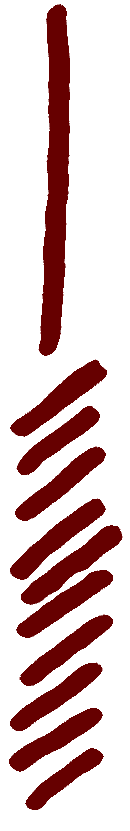
Flechiforme
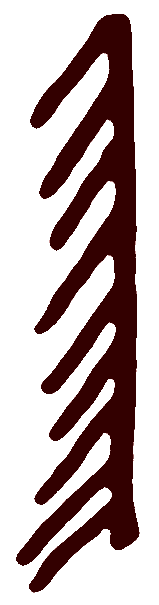
Plumiforme

Por último, hay una serie de haces de bastoncillos que aparecen en los accesos a las Galerías B y C. Breuil interpretó este tipo de signos en relación con los cambios topográficos del santuario, cosa posible: serían marcas para que los iniciados las siguiesen o que avisaban de posibles peligros (como simas). Sin embargo, al visitar la cueva resulta evidente que las zonas peligrosas se ven con más facilidad que los propios avisos. Para Leroi-Gourhan, son símbolos masculinos en relación binaria con la cueva, que sería, en sí misma, un elemento femenino (como se describe después).
- Claviformes: los llamados signos claviformes son relativamente abundantes, especialmente en la «Galería B y en la «Sala XI», siendo dudosos, por no decir, inexistentes, en la «Galería A». Los de la «Sala XI» quizá sean los más típicos y suelen asociarse a caballos. Uno de los casos podría tratarse de lo que Lroi-Gourhan denomina un «Signo acoplado»,[17] formado al aunar en un mismo ideomorfo una línea o bastoncillo (masculino) con un claviforme (femenino). La tipología y cronología de estos signos es muy amplia.

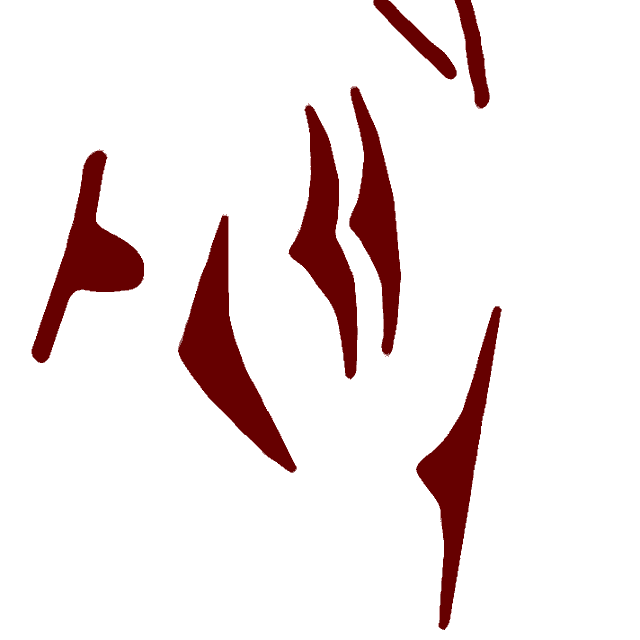
Claviformes
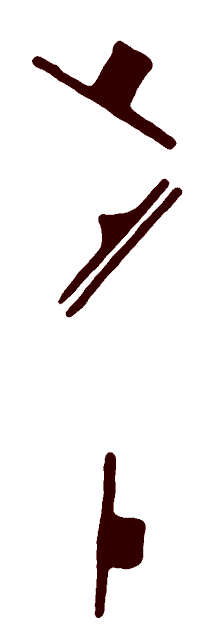
Claviforme acoplado
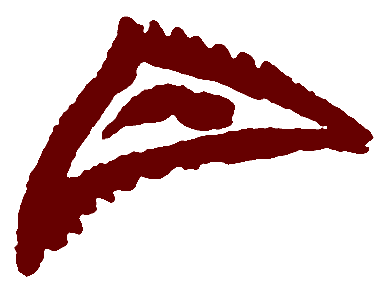
Signo triangular
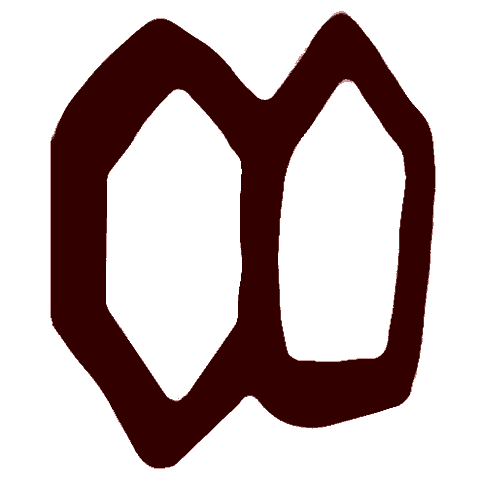
Signos poligonales

- Ideomorfos poligonales, es un grupo heterogéneo, incluso arbitrario que reúne signos cuadrangulares, pentagonales o hexagonales. Hay uno en cada sala y, aunque son escasos, pueden hallarse paralelismos en otras cuevas. Concretamente hay un signo en parrilla situado en la «Galería B» que se parece a otros de la cueva de Aguas de Novales y de Marsoulas. En la «Galería A» hay un símbolo cuadrangular parecido al que se encuentra en uno de los divertículos de Lascaux. Por último, hay un ideomorfo formado por un pentágono y un hexágono adyacentes que, en opinión de la especialista Pilar Casado, se deben clasificar como una variante de signos ovales.[19]

- Tectiformes: son, sin duda alguna, los signos más abundantes de esta cueva. Tienen forma más o menos rectangular, con y sin apéndice, con y sin divisiones interiores. A pesar de su abundancia, estos ideomorfos están ausentes en la «Galería B». Breuil establece una cronología y evolución entre todos ellos; para Leroi-Gourhan son propios del Estilo III y tienen paralelismos en muchas cuevas de España y Francia, siendo la más cercana la cueva de El Castillo. En La Pasiega se encuentran en la zona terminal y estrecha de la «Galería A» y en el primer gran grupo de la Sala XI.

- Signos singulares:

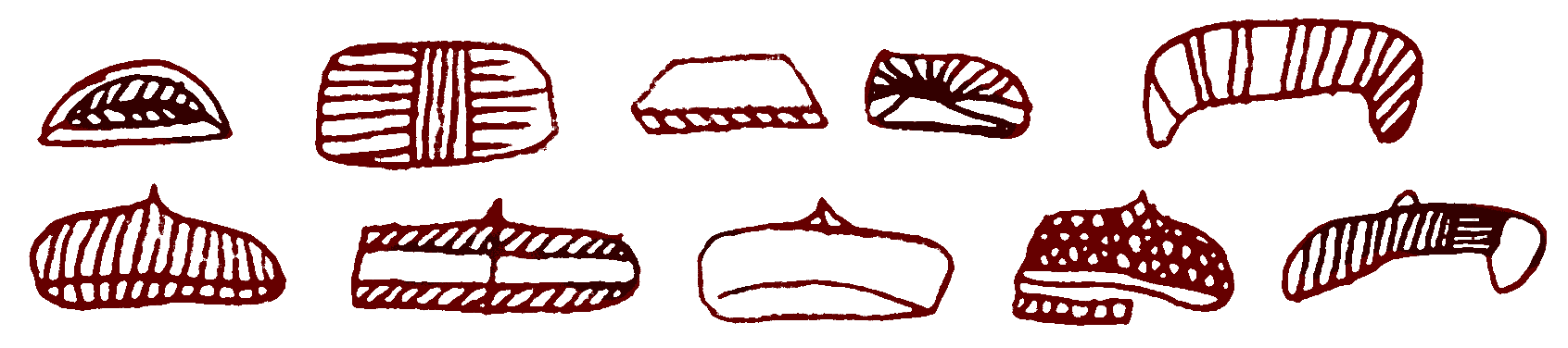
Tectiformes de la Galería A

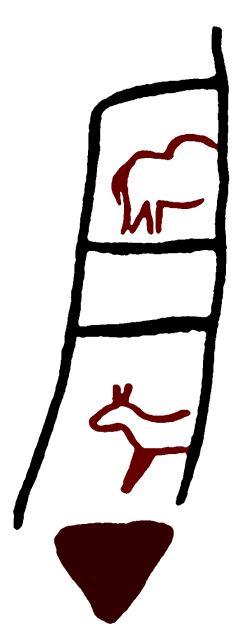
«La Trampa»

- La Trampa: mencionado este peculiar grupo pictórico al describir la «Galería C», Breuil es el primero en apreciar que, en realidad se trata del resultado de pintar un símbolo similar a un tectiforme cuadrangular negro, de características sumamente evolucionadas, que se superpuso a dos figuras rojas más antiguas. Leroi-Gourhan acepta que puede tratarse del resultado de combinar pinturas de diferente cronología, pero no piensa que se trate de un tectiforme evolucionado; además considera que el repinte es intencionado y que se buscó el efecto de encerrar a los animales (los cuartos traseros de un bisonte en la parte de arriba y la cabeza y patas delanteras de una cierva) dentro del ideomorfo; lo incluye todo dentro del Estilo III y lo interpreta como un mitograma resultante de la combinación de tres símbolos de la feminidad. Jordá Cerdá y Casado López no otorgan una simbología femenina a la Trampa, que relacionan, más bien, con otras representaciones de recintos cerrados que aparecen en Las Chimeneas, la Pileta.

- La Inscripción de la «Galería B» es otro de estos signos complejos y singulares; tanto que Breuil, interpretó como una auténtica inscripción que contenía un código para iniciados. Leroi-Gourhan se esfuerza en explicar que, al descomponerla, esta figura está compuesta por símbolos femeninos. Jordá ve en ella un típico signo en forma de «saco» relacionado con los recintos cerrados citados más arriba y con serpentiformes que aparecen al final de su Ciclo Medio. Casado López encuentra paralelismos en Marsoulas y Font de Gaume.

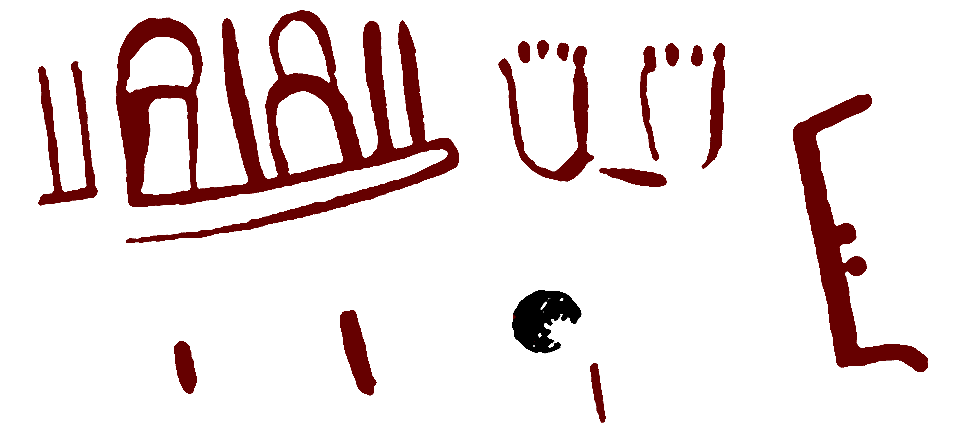
La llamada «Inscripción de La Pasiega»

- Representaciones humanas: aquí se incluye la figuración humana, más o menos realista, sea de una parte o de toda la anatomía del ser humano. La primera de las representaciones parciales son las vulvas; se puden localizar tres de forma oval, otra rectangular y una triangular, muy cerca de la «Trampa». En este grupo también están las manos, que se pintan de maneras diferentes en La Pasiega: una de ellas es esquemática, lo que se denomina un maniforme, relacionado, como se indicó antes, con las de Santián. Hay también una mano roja en positivo (con seis dedos y en relación con un signo cuadrangular en parrilla). Por último hay otra mano positiva, pero en negro, con trazos que continúan lo que podría ser un intento de representar el brazo. A continuación siguen las presuntas representaciones completas o antropomorfos.

- Los antropomorfos podrían ser hasta tres (cuatro si contamos los trazos que parecen completar la mano en negro ya señalada), aunque casi todos son muy discutibles. El más dudoso de todos está en la «Galería A», podría ser una representación femenina asociada a animales parciales y difícilmente identificables. También discutible es otro, hecho en tinta plana roja, con forma globular, ubicado en la «Sala XI». Muy cerca está el único antropomorfo reconocido por todos los investigadores, se trata además de una figura en varios colores: el cuerpo está trazado en rojo, con una gran boca; en cambio el pelo es negro, y tiene añadidos unos cuernos, también negros (en opinión de los especialistas se trata de repintes de distinta cronología), bajo la figura hay un ideomorfo lineal en ocre amarillo que Breuil interpretó como un falo. En relación con esta forma humana hay dos extraños signos rojos.

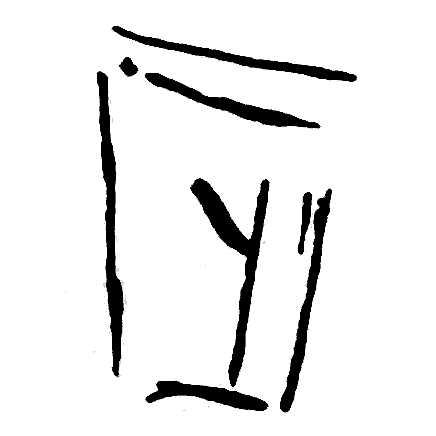
Vulva
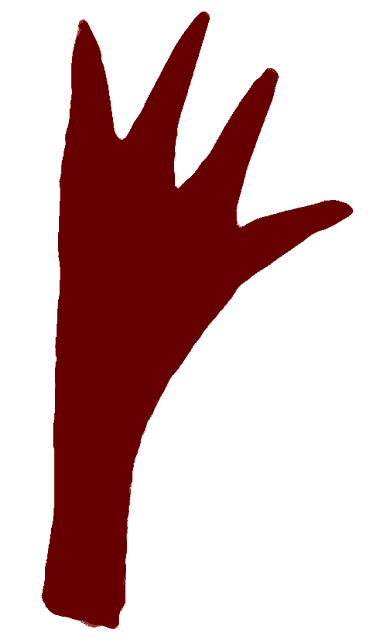
Maniforme
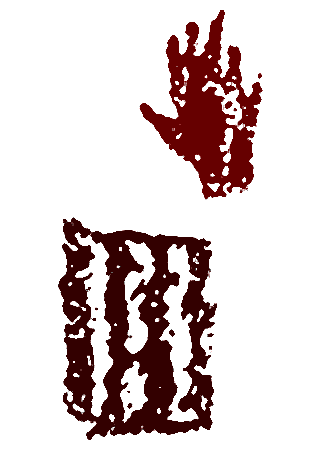
Mano impresa e ideomorfo
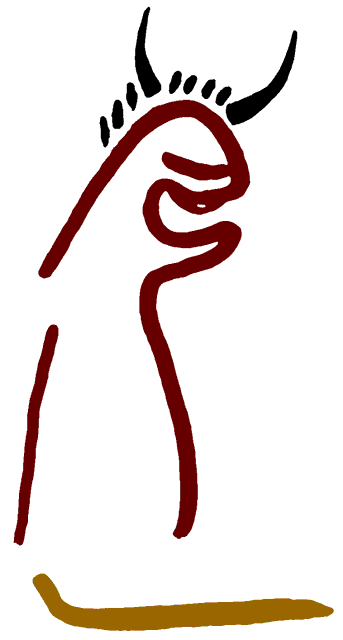
Antropomorfo

## Intentos de datación cronológica
La cueva de La Pasiega ofrece muchos ejemplos de superposiciones y repintes que permiten abordar el intento de una cronología relativa; por otro lado, la gran variedad de técnicas y colores empleados hace pensar en una secuencia cronológica bastante extensa. Los autores de la monografía realizada en 1913 llegaron a establecer tres etapas cronológicas que abarcaban prácticamente todo el desarrollo del arte paleolítico: dos fases auriñacienses, una solutrense y un epígono de bícromos, muy escasa en representaciones, que podría ser magdaleniense. Posteriormente, Henri Breuil, uno de los autores de la monografía amplió las fases decorativas a once, con la misma amplitud cronológica.
Más tarde vino el análisis de Leroi-Gourhan, quien propuso una cronología, bastante general, por cierto, con la que en principio parece coincidir González Echegaray. En ambas publicaciones se sitúan las decoraciones de toda la «Galería A» y el primer subsantuario de la «Sala XI» («Galería C») en un momento inicial del Estilo III; mientras que el segundo subsantuario de la misma sala estaría dentro del Estilo IV antiguo. Leroi-Gourhan se basa en el paralelismo de las obras de la «Galería A» con Lascaux, aunque reconoce que este es más arcaico, sugiere que son contemporáneos. Recientemente, a raíz de la posibilidad de aplicar sistemas de datación absoluta a las pinturas, se está demostrando que la clasificación de estilos propuesta por Leroi-Gourhan o cualquier datación relativa de otros investigadores, es endeble.
También el profesor Jordá acometió la labor de revisar la cronología de La Pasiega. Sus últimas publicaciones sitúan la decoración de esta cueva en su Ciclo Medio: Solutreomagdaleniense, aceptando íntegramente las once fases de Breuil, pero sin admitir, o, al menos, dudando seriamente que parte de la decoración pueda ser auriñaciense. En la fase Solutrense del Ciclo Medio incluye las figuras pintadas en rojo, ya sea con trazo fino o ancho y baboso; también parte de las figuras tamponadas. Los grabados de este periodo serían, para Jordá, escasos y toscos. Poco después, aparecen caballos incompletos rojos, pero de estilo vivaz y realista, algunos ideomorfos rectangulares y la llamada «Inscripción». Durante la segunda parte de su Ciclo Medio, es decir, el Magdaleniense Inferior cantábrico, persisten los contornos grabados arcaizantes, pero aparece el trazo múltiple y estriado en los caballos de las galerías B y C, y en las ciervas de la «Galería C». Las figuras pintadas pueden ser rojas, con tamponado, trazo baboso o modelante; también podrían ser negras con trazo modelante. Pero, más importantes son las tintas planas rojas tratadas con claroscuro modelante, a veces, asociadas a grabados o trazos negros que las completan; éstas son, también, las que expresan mejor el dinamismo (torsión del cuello, movimiento de las patas...). Para algunos autores, estas figuras serían las más evolucionadas. Los bícromos son escasos y, en la mayoría de las ocasiones, se trata de correcciones posteriores en un color diferente al de la figura original. Sólo un caballo de la «Galería A», en el último grupo, puede ser considerada un bícromo auténtico, relacionable con los de El Castillo. Los ideomorfos más abundantes son los cuadrangulares con divisiones internas. Jordá sostenía que, durante el Ciclo Medio, desaparecen los antropomorfos, no obstante, La Pasiega tiene varios, según los primeros autores cuatro, según los últimos estudios, solo uno.

Por su parte, los profesores González Echegaray y González Sáinz parecen compartir la idea general de Leroi-Gourhan, al aceptar que las obras de La Pasiega pertenecen a los Estilos III y IV. En concreto, al Estilo III pertenecería casi toda la «Galería A» y el primer conjunto de la «Galería C» (sala XI), en ellos predominaría la pintura roja con trazos tamponados o lineales simples, también incluyen las tintas planas y la adicción del grabado o al bicromía como complemento para modelar el volumen. Por su parte, el Estilo IV se da sobre todo en la «Galería B» y en el segundo grupo de la «Galería C»; esta fase predomina el color negro o parduzco, con un trazo lineal fino, sin apenas modelado, pero con un relleno interno a base de rayas. Los grabados también son más abundantes (trazos lineales simples, o trazos repetidos, estriados e, incluso, raspados).

## Polémica de las fechas neandertales obtenidas mediante uranio/torio en una figura rectangular
En 2018 se obtuvo dataciones científicas de pinturas halladas en varias cuevas españolas que arrojaron una inesperada fecha de más de 65 000 años. Entre ellas se halla la misma cueva de La Pasiega, y la datación se obtuvo sobre la figura rectangular conocida como «La trampa», aunque no se pudo datar el bisonte y el caballo dibujados en su interior. Por consiguiente, ahora se considera a los neandertales como autores, al menos, de este tipo de figuras geométricas. Esto plantea un nuevo paradigma que contradice el esquema propuesto hasta la fecha sobre la evolución cronológica de las mismas pinturas, donde tales formas geométricas se venían considerando como de una de las etapas más reciente del Paleolítico Superior (Estilos III o IV), nunca anterior a unos 20 000 años. 
Sin embargo, hay que añadir que estas dataciones han sido criticadas tanto desde el punto de vista metodológico (el funcionamiento del carbonato cálcico como sistema abierto, unido a una pérdida de uranio por lixiviación puede provocar un envejecimiento artificial de la muestra de las series de uranio), como arqueológico. Aunque algunas de estas críticas han sido respondidas por los autores del artículo, las evidencias arqueológicas conocidas hasta ahora contradicen lo expuesto por estos autores: El uso de pigmentos en neandertales son mínimas y la mayoría de estas han sido publicadas por los mismos autores del estudio anterior. Estos investigadores también evitan la inclusión de métodos de datación adicionales o analíticas complementarias que corroborasen las conclusiones expuestas, y no existe una discusión arqueológica de los resultados. Hemos de recordar que en el primer estudio de la cueva, los investigadores afirmaron que esta figura se superponía a dos animales en rojo de cronología premagdaleniense (ca. 22 000 años), por lo que este signo rectangular tendría una fecha posterior. Por otro lado, la comparación estilística con otros signos similares hallados en cuevas como Las Chimeneas (situado a una veintena de metros de La Pasiega) o Altamira, datados mediante radiocarbono dentro del Solutrense o Magdaleniense antiguo, es coherente con las superposiciones estratigráficas parietales del panel en el que se encuentra. 

## Significado del arte parietal
Con una sola cueva, por muchos paneles y grandes conjuntos que tenga, no se puede establecer el significado del Arte Parietal Paleolítico; por lo tanto es necesaria la explicación de diferentes teorías a este caso concreto.

### La magia propiciatoria
La hipótesis más tradicional que ve el arte parietal paleolítico un medio mágico para propiciar la caza por homeopatía o por simpatía tiene, en La Pasiega, pocos o ningún animal herido en que sustentarse: únicamente el bisonte del panel 83, reproducido más arriba, fue interpretado, con reservas, como animal herido con un arma arrojadiza. Sin embargo, el ciervo no solo es el animal más representado en esta gruta, sino que, por los restos arqueológicos, era el más cazado por los pueblos paleolíticos cantábricos. En cuanto al resto de los animales, las proporciones no coinciden, ya que debiera ser el íbice y, luego, el bóvido; el caballo debiera ocupar el último lugar.
En este sentido, el francés Henri Delporte analiza este desfase entre lo que denomina «indicios culinarios» (es decir, la fauna bromatológica de los yacimientos arqueológicos del Paleolítico Superior) y los «Indicios estéticos» (la fauna representada en el Arte Parietal). Según Delporte, la disarmonía entre estos dos elementos es la prueba de que la teoría de la «Magia Propiciatoria» no es válida para el arte paleolítico, al menos, por sí sola. A continuación, propone una explicación alternativa, basada en algún tipo de mitología más variada y más compleja que las explicaciones tradicionales. Además, dicha mitología debiera ser muy evolucionada, teniendo en cuenta la maestría técnica que desbordaron los primitivos artistas, con carácter, no solo religioso o mágico, sino también como reflejo socioeconómico de la época. Por último, piensa que el artista primitivo no se preocupaba únicamente por satisfaces sus necesidades metafísicas, también debió sentir la necesidad de satisfacer su gusto por lo bello o por lo realista.

### La cueva como santuario
Desde que surgieron las primeras interpretaciones del Arte prehistórico, en especial aquellas asociadas a una interpretación de las figuras como símbolos de fertilidad, se ha pensado que la propia caverna era, en sí misma, una representación de lo femenino: concretamente estaría en relación con la madre Tierra, generadora y con el útero materno. Es la investigadora francesa Anette Laming-Emperaire la que sistematiza esta idea. Para Laming-Emperaire todo el arte paleolítico responde a un sistema simbólico-metafísico de base sexual; por otra parte, la distribución de las figuras en la caverna no es aleatoria, sino que responde a un plan estructurado en la mente del humano prehistórico, plan que reflejaba su visión del mundo, su cosmogonía. De este modo, al igual que las actuales iglesias, sinagogas o mezquitas, la decoración y estructuración de las cavernas se organizaba siguiendo un esquema más o menos cósmico. Sus figuras, signos y representaciones, incluso su orografía seguía una jerarquía compleja, muy difícil de esclarecer, pero en el que la propia cueva o sus pasadizos, nichos y divertículos son el símbolo del órgano sexual femenino.
Para Laming-Emperaire hay una serie de santuarios exteriores, asociados a lugares de habitación y otros interiores, más subterráneos, que comienzan donde no llega la luz del exterior, y que, evidentemente, son de más difícil acceso. Estos santuarios interiores eran visitados raramente, por pocas personas, pero eran utilizados a lo largo de miles de años, por lo que en ellos son habituales las superposiciones y los repintes. Desde este punto de vista, en La Pasiega, las Galerías B y C serían santuarios exteriores, con entrada directa desde afuera (de hecho, la «Galería B» es la que fue excavada y deparó materiales arqueológicos solutrenses y magdalenienses). En cambio, la «Galería A» responde a la tipología características de un santuario interior.

### El estructuralismo de Leroi-Gourhan
Aparte el hecho de que André Leroi-Gourhan asume la idea de «cueva como santuario» y le da, como muchos otros, un carácter simbólico femenino: la «Caverna Madre»; él busca en todas ellas una estructura repetida, una ley generalizadora que apunta, claramente a un punto de vista propio de las ciencias duras y opuesto al particularismo historicista.
Se han mostrado numerosos ejemplos de cómo el paradigma de Leroi-Gourhan puede aplicarse a esta cueva. Incluso aceptando el hecho de que La Pasiega resulta fuertemente atípica en la proporción de especies animales, debido al alto número de ciervos y ciervas. Esto podría inducir a sospechar que La Pasiega es una cueva atípica, como otras que el propio autor reconoce, entre ellas Covalanas (en la que solo hay un caballo y la presencia del bóvido es discutida). Sin embargo, dado que los estudios del autor, a menudo, dejan de lado la cantidad para centrarse en la calidad; si tenemos en cuenta la situación privilegiada de las estructuras caballo-bóvido, su aparente cuidada factura y su repetición estratégica en todas las salas, a pesar de su proporción inferior (el citado autor pone, como argumento, que en una iglesia católica, las figuras más importantes, Cristo o la Virgen, no son precisamente las que se representan más veces), La Pasiega responde a la teoría del investigador francés.
Por otro lado, no interpreta las figuras como representaciones de la realidad física, ni las escenas como episodios concretos, sino como símbolos de una realidad metafísica e intemporal, de modo que las figuras son, en realidad, lo que se denomina mitogramas». También insiste en que la combinación binaria, la simbología masculina o femenina del caballo y el bóvido es algo secundario frente a la idea esencia de oposición de contrarios, concretamente de «mitades endógamas» de la misma sociedad. Esta oposición puede ser sexual o no. Además, la asociación binaria solo es la parte básica de una serie de fórmulas generalmente más complejas, a menudo ternarias, en las que el cérvido podría cumplir un papel fundamental. De hecho, Leroi-Gourhan estudió detenidamente muchos de los aspectos de La Pasiega, asumiéndola como un excelente ejemplo de su paradigma: entre otras consideraciones, la pone como ejemplo de cueva con tres santuarios en los que se repite la misma fórmula general, aunque pueda variar la cantidad y la calidad de las representaciones, así como otros detalles. Esta repetición de estructuras solo tiene parangón en Lascaux: Las Galerías B y C son consideradas santuarios exteriores, ya que debieron tener un acceso externo directo; la «Galería A» sería el sancta-sanctorum, un santuario interior de mayor potencia metafísica. Pero en las tres se encuentra, a la entrada, un primer grupo de grandes signos femeninos (en la A, un maniforme y varios tectifomes; en la B, un símbolo en parrilla y, en la C, la denominada «Trampa»), un segundo grupo de signos antagónicos enfrentados (en casi todos los casos signos lineales y puntiformes contra ideomorfos tipo claviforme o tectiformes, salvo en la «Galería B» en la que aparece la llamada «Inscripción») y, en medio, las representaciones faunísticas en las que, el tema Caballo-Bóvido ocupa un lugar preeminente, aunque no siempre central.
Las críticas más importantes que se hacen a esta teoría son, en general, el excesivo recurso a la generalización, el despreciar ciertas variables particulares de cada cueva, como los colores, la cronología, la consideración del santuario como un todo estático, el dejar de lado el peso numérico de ciertas especies (como en este caso, los ciervos) y el pretender aplicar una misma regla a todo el arte paleolítico. Todas estas críticas son claramente historicistas, aunque valiosas, y ninguna ha sabido o ha podido encontrar una teoría general equiparable. Por lo que las reacciones contra el paradigma de Leroi-Gourhan se basan, más bien, en particularismos y excepciones que invalidan la regla general. El prehistoriador español Almagro Basch le reprochó personalmente en una ocasión: «Usted hace intervenir diferentes técnicas en sus asociaciones, diferentes colores y diferentes épocas posibles...».

### Otras interpretaciones
Siguiendo el hilo de las reacciones a las teorías expuestas por Leroi-Gourhan, está la postura del profesor Jordá, que se niega a admitir que una única respuesta sirva para solucionar los enigmas de 15000 años de arte. Este especialista pone especial atención en el empleo de diferentes colores o técnicas en las representaciones (dato considerado aleatorio por Leroi-Gourhan, como se señaló). Estos elementos parecen responder a tradiciones artísticas propias dentro de determinados grupos humanos paleolíticos. El Arte sería el reflejo de una religión zoolátrica, ligada a una economía cazadora-recolectora y a una sociedad muy primitiva y, posiblemente, endogámica. El Arte incluiría elementos mágicos (referentes a ritos) y elementos religiosos (referentes a mitos) relacionados con la fecundidad (vulvas y falos) con el culto a los antepasados (antropomorfos), a los árboles (ideomofos ramiformes), etc. a veces muy difícilmente discernibles.
Aunque, las teorías de Breuil y Leroi-Gourhan han sido criticadas numerosas veces, también es cierto que son las más completas y globalizadores, por lo que se han convertido en referencias obligadas, aunque solo sea para rechazarlas. No obstante, hasta que no han comenzado a generalizarse los sistemas de datación absoluta (como el Carbono-14, la termoluminiscencia o el análisis de pigmentos, entre otros) aplicados a las pinturas rupestres, todo lo que había era mera especulación, más destructiva que constructiva. Al aplicarse estas técnicas, se ha podido demostrar que muchas de las clasificaciones basadas en el estilo de las pinturas eran equivocadas, así surgió un movimiento de rechazo del concepto de Estilo y de evolución propuesto por Leroi-Gourhan llamado Postestilismo. Sin embargo, en la mayor parte de las ocasiones, los análisis cronológicos se han demostrado compatibles con los Estilos de este investigador, aunque algunas veces, fuesen necesarias ciertas correcciones y matizaciones.
Otro de los conceptos que han sido puestos en un brete es el de la «cueva como santuario». Puesto que, por un lado se han descubierto varias estaciones rupestres paleolíticas al aire libre desmienten la idea de la «caverna-madre» y, por otro, las revisiones y reconstrucciones del posible estado original de las cavernas decoradas, entre ellas el caso de La Pasiega, han demostrado que a veces no es posible separar santuario de zona de habitación, porque ocupan el mismo espacio (este sería el caso de la «Galería B»). Esto implica replantearse el concepto de santuario paleolítico tal como venía interpretándose hasta la fecha.
El postestilismo, a pesar de basarse en nuevos procedimientos científicos, ha supuesto una vuelta al historicismo, a la defensa de la diversidad explicativa frente a los estudios globalizadores y generalizadores, como el estructuralismo. Se rechaza, al mismo tiempo, la visión unificadora de un fenómeno tan complejo y, también, que solo se tengan en cuenta puntos de vista religiosos o mágicos.
Quizá una de las propuestas más prometedoras sea la que ve en el arte paleolítico un sistema de expresión social que ayuda al grupo a aumentar su cohesión interna y su integración con el entorno. Así, se propone que los grafismos podrían ser propios de grupos concretos y que diferentes grupos podrían usar diferentes símbolos. En el caso de La Pasiega, es muy elocuente el ejemplo de los tectiformes, que parecen formar una gran familia endémica del oriente de Asturias y el occidente de Cantabria; y, hasta dentro de esta zona tan restringida, sería posible observar sutiles diferencias entre los tectiformes del valle del Sella, respecto a los del valle del Besaya o incluso los del valle del Pas. En esa línea se propondría que los signos podrían ser interpretados como marcadores o distintivos de los determinados grupos que dominaban determinados territorios.